# Erweiterungsbau Land- und Amtsgericht (Königsberg)

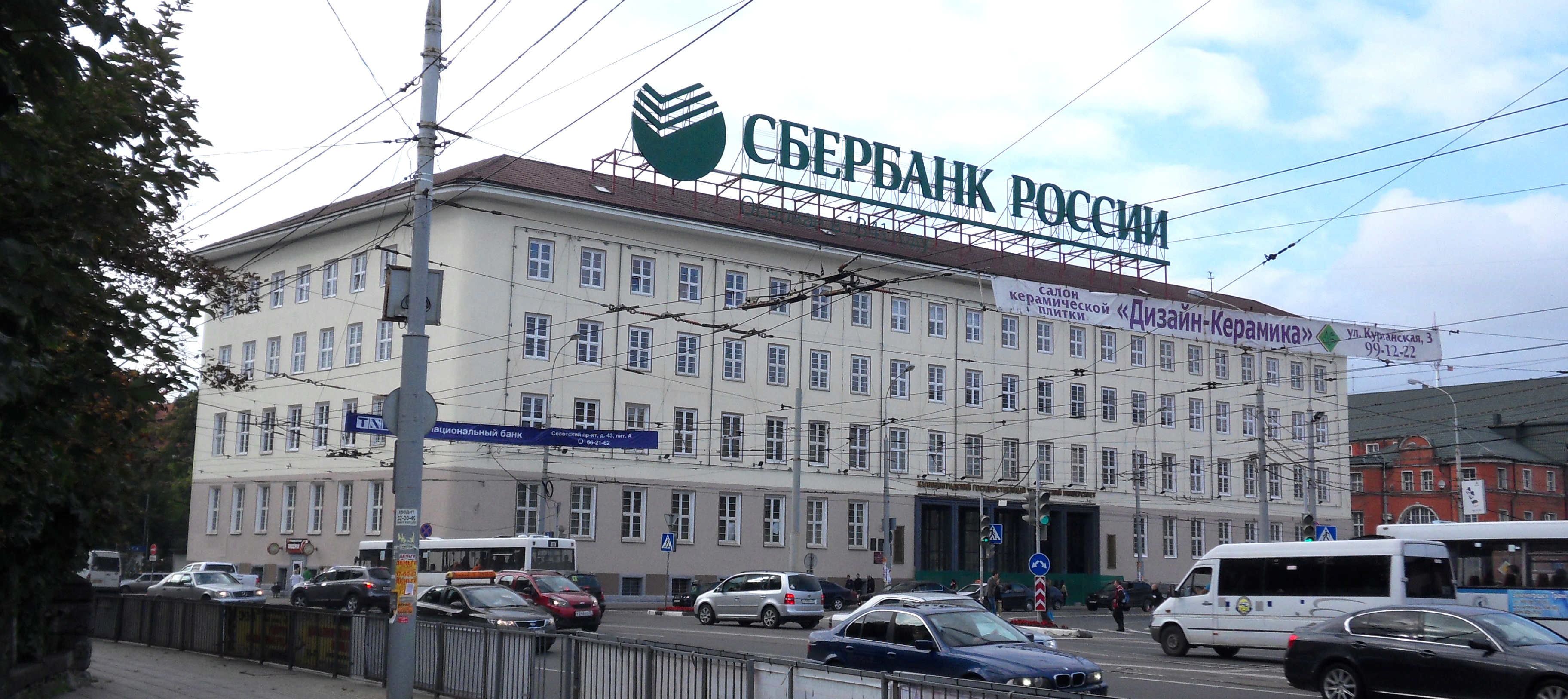
Fassade

Der neoklassizistische Erweiterungsbau des Land- und Amtsgerichts am Sowjetski-Prospekt 1 (ehemals Stresemannstraße) in Kaliningrad wird heute von der Staatlichen Technischen Universität Kaliningrad genutzt. Das Gebäude steht unter Denkmalschutz.

## Lage und Umgebung
Das Gebäude steht am früheren Hansaplatz, dem heutigen Ploschtschad Pobedy. Flankiert wird es vom früheren „Handelshof“ (heute Rathaus) und dem früheren Nordbahnhof. Andere historische Bauten in der Umgebung sind der neobarocke Altbau des Land- und Amtsgerichts Königsberg (heute ebenfalls von der Universität genutzt), das ehemalige Polizeipräsidium (heute FSB) sowie das ehemalige Gebäude der Oberpostdirektion Königsberg (heute Generalstab der baltischen Flotte). Der Hansaplatz erhielt sein „endgültiges Gesicht mit der Fertigstellung des Baus der Gerichtserweiterung (1931).“

## Geschichte
Der von 1929 bis 1931 errichtete Erweiterungsbau für das Land- und Amtsgericht stand im Zusammenhang mit weiteren Baumaßnahmen der Justizverwaltung, nämlich dem von 1927 bis 1929 gebauten Gerichtsgefängnis und der Erweiterung von dessen Männerflügel von 1931 bis 1933. Erbaut wurde das Gebäude nach Plänen der Hochbauabteilung des preußischen Finanzministeriums durch eine besondere Dienststelle der Königsberger Bezirksregierung unter Leitung von Regierungsbaurat Georg Lesser (1889–1963).

## Beschreibung
Die Fassade zeigt 23 Fensterachsen, die Fensterhöhe nimmt nach oben leicht ab. Die Gebäudeecken sind abgerundet. Die Eingangszone nimmt fünf Fensterachsen ein und zeigt eine Pfeiler- und Rahmenkonstruktion, die eine offene Vorhalle umfasst. Von innen bietet sich ein weiter Blick über die Vorhalle hinweg zum pl. Pobedy. Im zurückliegenden Teil dieser offenen Vorhalle schließt eine Glaswand die höher gelegene große Halle im Innern des Hauses ab. Die große Halle ist ein langgestreckter Saal und wird von Pfeilern geschmückt, bei dem „schwach angedeuteter Kapitellschmuck“ zu sehen ist. Auch der Treppenbereich zeigt „sparsamen Schmuck.“